# Sherlock Holmes (film, 2009)
A Sherlock Holmes 2009-ben bemutatott amerikai–német koprodukcióban készült akciófilm Guy Ritchie rendezésében.

## Cselekmény
Londonban 1891-et írunk, Sherlock Holmes (Robert Downey Jr.) és Dr. John Watson (Jude Law) épp versenyt futnak egy templom felé, hogy megállítsanak egy sorozatos rituális gyilkost, Lord Blackwoodot (Mark Strong), aki már öt lánnyal végzett. Az utolsó pillanatban sikerül is megállítaniuk a gyilkosságot. Lestrade felügyelő (Eddie Marsan) és rendőrei a helyszínre érkezve letartóztatják Blackwoodot. Három hónappal később Blackwood halálbüntetést kap, utolsó kívánságként pedig Holmest akarja látni, aki meg is látogatja. Figyelmezteti a detektívet, hogy még hárman meg fognak halni, ami a világ megváltozását fogja okozni. Blackwoodot ezután felakasztják és Watson által halottnak nyilvánítják.
Holmes egy nap meglepetésben részesül, amikor is a Baker Street-i otthonába látogatója érkezik Irene Adler (Rachel McAdams), a hivatásos tolvaj és korábbi szerető személyében, aki megkéri, keressen meg egy eltűnt személyt, egy bizonyos Reordant. A távozása után Holmes okosan és óvatosan követi a hölgyet, így megismeri a titokzatos munkaadóját. A titokzatos embertől megtudjuk, hogy ez a Reordan a kulcs Blackwood tervéhez.
Három nappal később Blackwood sírkövét belülről lerombolták, ami a feltámadására utal. Reordant megtalálják Blackwood koporsójában holtan. A temetőőr pedig azt állítja, hogy látta Blackwoodot távozni a helyszínről. A nyomokat követve Holmes és Watson megtalálják Reordan otthonát és felfedezik a kísérleteit, kutatásait, melynek a célja a tudomány és mágia egyesítése volt. Később Holmes megjelenik a Négy Rend Templomában, ahol megismeri a titokzatos társaságot. A vezetőjük, Sir Thomas (James Fox), és a belügyminiszter Lord Coward (Hans Matheson) megkérik Holmest, hogy állítsa meg Blackwoodot, az egykori tagját a Rendnek. Azonban Sir Thomas és rajta kívül más emberek a Rendből rejtélyesen meghalnak - Blackwood mágiája által, így feltételezve, hogy mindent ő irányít. Terveket szövöget Britannia megbénítására, majd ki akarja terjeszteni az Egyesült Államokra is hatalmát egy polgárháború segítségével. Lord Coward pedig mindvégig Blackwood szövetségese volt.
Mikor Holmest körözi a rendőrség, és miután áttanulmányozta Blackwood mágikus rituáléit, rájön, hogy a következő gyilkosságok helyszíne a Parlament lesz. Egy ügyes csellel Holmes megbizonyosodik erről Lord Cowardtól, és megtudja, hogy Blackwood terve megsemmisíteni a Lordok Házát, majd ezután csatlakozik Adlerhez és Watsonhoz, hogy megállítsák ezt. A három lopakodó bejut a Parlament alatt futó csatornarendszeren keresztül az épületbe és felfedezik Reordan gépét, ami egy a cianid származékot juttatna a levegőbe a Parlament csövein keresztül. Megküzdenek Blackwood embereivel, és eltávolítják a szerkezetből a cianid tartályokat. Adler azonban ellopja a cianidos hengereket és menekülőre fogja, Holmes pedig üldözőbe veszi. Blackwood és Coward terve megbukik. Blackwood elmenekül, miközben Cowardot elkapják.
Holmes szembe találja magát Adlerrel a még épülő Tower Bridge-en, és a hölgy bár mindent bevallana, azonban megjelenik Blackwood. Egy látványos harc után Holmesnak egy végső cselhez folyamodva sikerül ellenfelét a földre, pontosabban a kötelek fogságába küldenie, s miután a detektív felfedi Blackwood összes trükkjének titkát, a gyilkos esés közben felakad egy láncon a híd tetején - ezúttal tényleg a halálát okozva.
Adler a végén elmondja, hogy a titokzatos megbízóját Moriarty professzornak hívják, aki van olyan okos, mint Holmes és sokkal, de sokkal körmönfontabb, mint a detektív. A történet végén Holmes és Watson értesülnek a rendőrség által arról, hogy egy emberük meghalt titokzatos módon, közel Blackwood szerkezetének eltűnési helyszínéhez. Kiderül, hogy Moriarty professzor Adlert és Blackwoodot elterelésnek használta, csakhogy hozzájusson a cianidos szerkezethez. Ez pedig egy újabb kideríteni való ügyet jelent Holmesnak.

## Szereposztás
| Szerep                  | Színész           | Magyar hangja (1. szinkron, 2009) |
| ----------------------- | ----------------- | --------------------------------- |
| Sherlock Holmes         | Robert Downey Jr. | Fekete Ernő Tibor                 |
| Dr. John Watson         | Jude Law          | Stohl András                      |
| Irene Adler             | Rachel McAdams    | Major Melinda                     |
| Lord Blackwood          | Mark Strong       | Szabó Sipos Barnabás              |
| Lestrade felügyelő      | Eddie Marsan      | Kapácsy Miklós                    |
| Mary Morstan            | Kelly Reilly      | Németh Borbála                    |
| Sir Thomas Rotheram     | James Fox         | Szilágyi Tibor                    |
| Lord Coward             | Hans Matheson     | Hevér Gábor                       |
| Mrs. Hudson             | Geraldine James   | Csampisz Ildikó                   |
| Kotró                   | Robert Maillet    | (saját hangján)                   |
| Clark rendőrbiztos      | William Houston   | Makranczi Zalán                   |
| John Standish nagykövet | William Hope      | Konrád Antal                      |
| Tanner kapitány         | Clive Russell     | ?                                 |
| Reordan                 | Oran Gurel        | (néma szereplő)                   |
| Philips kapitány        | James A. Stephens | Baranyi László                    |

## Fontosabb díjak, jelölések
Oscar-díj (2010)
- jelölés: legjobb látványtervezés (Sarah Greenwood, Katie Spencer)
- jelölés: legjobb eredeti filmzene (Hans Zimmer)

Golden Globe-díj (2010)
- díj: férfi főszereplő (Robert Downey Jr.)

Empire Award (2010)
- díj: legjobb thriller
- jelölés: legjobb színész (Robert Downey Jr.)

Irish Film and Television Awards (2010)
- díj: legjobb nemzetközi színész (Robert Downey Jr.)

Art Directors Guild (2010)
- díj: legjobb látványtervezés

Szaturnusz-díj (2010)
- jelölés: legjobb akciófilm/kalandfilm/thriller
- jelölés: legjobb színész (Robert Downey Jr.)
- jelölés: legjobb rendezés (Guy Ritchie)
- jelölés: legjobb filmzene (Hans Zimmer)
- jelölés: legjobb jelmez (Jenny Beavan)
- jelölés: legjobb látvány (Sarah Greenwood)
- jelölés: legjobb férfi mellékszereplő (Jude Law)
- jelölés: legjobb női mellékszereplő (Rachel McAdams)